# Teixeira Rego
José Augusto Ramalho Teixeira Rêgo, conosciuto come Teixeira Rego (Matosinhos, 1881 – Matosinhos, 1934) è stato un filosofo, scrittore e giornalista portoghese.

## Biografia
Amico intimo del filosofo Sampaio Bruno, fu invitato da un altro filosofo portoghese, l'accademico Leonardo Coimbra, a insegnare Filosofia e Letteratura Portoghese presso la Facoltà di Lettere dell'Università di Porto, dove tra i suoi alunni ebbe un giovane Agostinho da Silva. Tuttavia, terminò la sua esistenza lavorando come mero funzionario amministrativo. Assieme a Leonardo Coimbra e ad altri intellettuali lusitani come Teixeira de Pascoaes e Fernando Pessoa, prese parte al movimento culturale della Renascença Portuguesa, cui organo ufficiale era la rivista A Águia. Fu direttore del giornale O Debate.

## Pensiero
Uno dei temi del pensiero di Teixeira Rego è quello della caduta antropologica, che egli riconduce al passaggio evolutivo dall'alimentazione frugivora degli antropoidi, a quella carnivora degli esseri umani. Tale transizione, secondo la tesi di Teixeira Rego, è la causa della scissione morale tra bene e male nell'essere umano, nonché della «guerra con tutti i suoi orrori». S'interessò, oltre che ai legami tra antropogenesi e morale, anche a temi di mitologia e studio comparato delle religioni.

## Opere principali
- Pequena Antologia Clássica (1916)
- Nova Teoria dos sacrifícios (1918)